# Frans Vink
Frans Vink (* 18. Mai 1918 in Den Haag; † 13. Januar 1967 ebendort) war ein niederländischer Jazzmusiker (Piano, erster Leiter der Dutch Swing College Band) und Fotograf.

## Leben und Schreiben
Vink erhielt klassischen Klavierunterricht; er konnte Noten lesen und schreiben. Bis zur deutschen Besetzung der Niederlande spielte er neben Boy Edgar bei The Moochers Septette, bei dem er als Pianist auch an Aufnahmen beteiligt war. Bereits vor der Befreiung wurde er von Peter Schilperoort an den Planungen für die spätere Dutch Swing College Band beteiligt. Er war Gründungsmitglied des Quartet of the Dutch Swing College, das am 5. Mai 1945 in Den Haag sein erstes Konzert gab, und leitete die Formation. 
Nachdem die Band unter seiner Leitung weitere Mitglieder aufnahm, entstanden Meinungsverschiedenheiten über das Repertoire und die Richtung, die eingeschlagen werden sollte. Dies führte schließlich im Juli 1946 zum Ausscheiden von Vink.
Nachdem er bereits um 1944 als Praktikant des Fotografen Willy Schurman tätig war, assistierte er nach einer Ausbildung an der Akademie der bildenden Künste in Den Haag Meinard Woldringh (1915–1968). Als Mitglied des Nederlandsche Fotografen Kunstkring (NFK) war er im eigenen Atelier tätig. Seinen musikalischen Weg setzte er daneben ab 1950 in einer Jazz-Combo mit dem Trompeter Joost van Os fort. Später war er Teil des Birdland Quintet, das der Schlagzeugers Arie Merkt leitete. Vink starb im Alter von 49 Jahren.